# Skulpturenweg Salzgitter-Bad

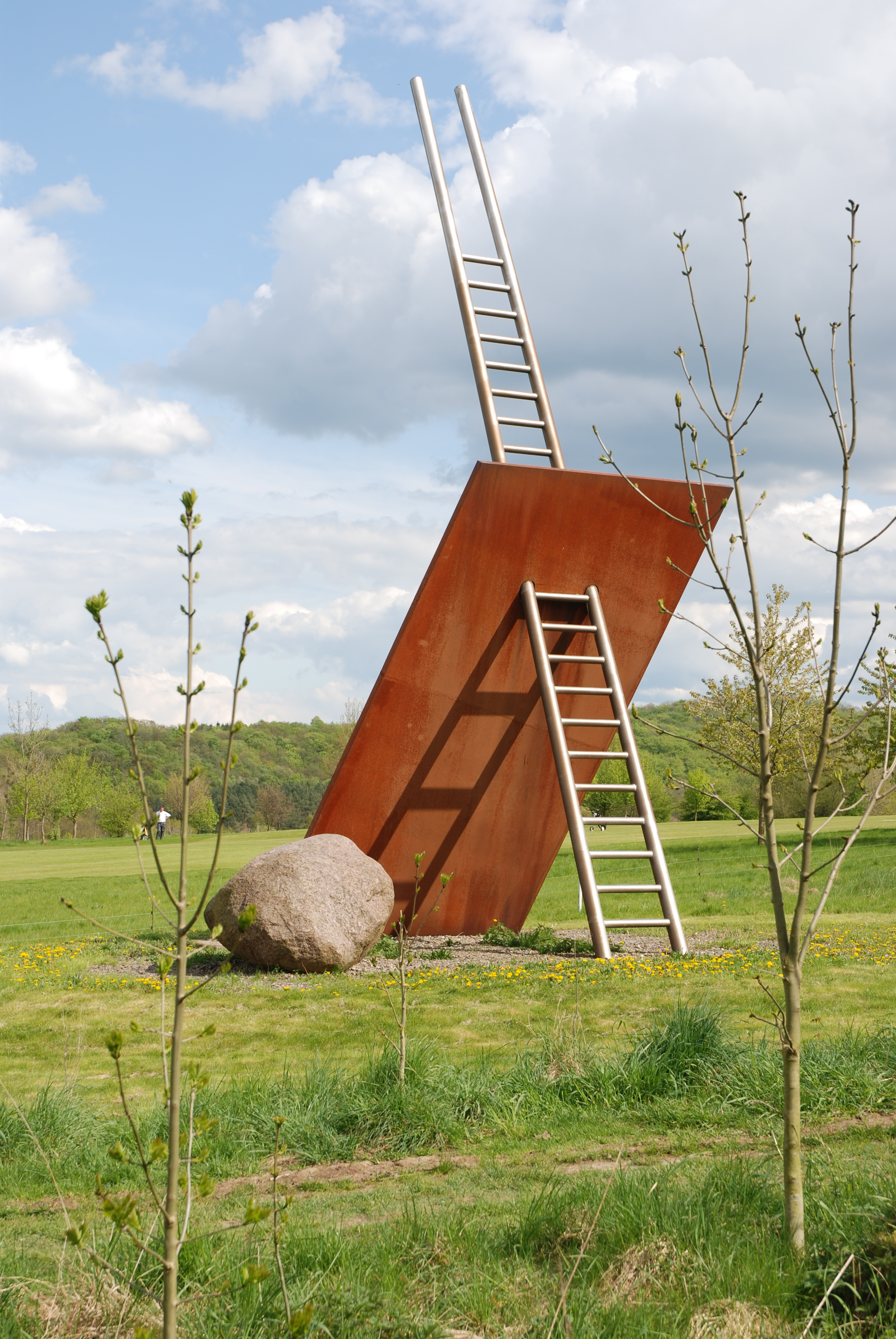
Gerd Winner: Jakobsleiter (2000)

Das Skulpturenweg Salzgitter-Bad ist ein Skulpturenweg am Südrand von Salzgitter-Bad, einem Ortsteil von Salzgitter in Niedersachsen, Deutschland. Er entstand in den Jahren 1999 bis 2018.

## Stahlskulpturen
Die zehn Skulpturen aus Stahl (Stand 2018) sind ein Teil der Europäischen Straße des Friedens, die von Paris nach Moskau führt. Diese Kunst-Straße geht auf eine Idee des Bildhauers Otto Freundlich aus dem Jahre 1928 zurück.
Salzgitter ist durch die frühere Erzförderung und Verhüttung in der Region durch die Salzgitter AG geprägt. Die Künstler konnten bisher zehn Skulpturen aus Stahl aufstellen, die im Spannungsverhältnis von Landschaft, Technik und Geschichte der Stadt stehen. Die Stadt Salzgitter sieht die Skulpturen im Dialog mit dem Umland, Kunst und Internationalität, Völkerverständigung und Begegnung der Menschen. Der Vorstand des Salzgitter-Konzerns will mit dem Werkstoff Stahl an die Geschichte und die Bedeutung der Stahlstadt Salzgitter anknüpfen und fördert das Kunstprojekt.
Zwischen 1999 und 2009 wurden neun Skulpturen aufgestellt, die vorläufig letzte Skulptur wurde im Oktober 2018 aufgebaut. Fünf Stahl-Skulpturen stehen am Rand des Golfplatzes Mahner Berg, weitere zwei im Greifpark, die restlichen drei in der Nähe des Thermalsolbades.
Der Kurator dieses Projekts ist der Künstler Gerd Winner, der auch zwei der Skulpturen geschaffen hat.

## Teilnehmer und Werke
- Karte mit allen Koordinaten der Skulpturen:
- OSM |
- WikiMap

- Jean-Robert Ipoustéguy: Sonne, Mond, Himmel (1999) (Karte)
- Menashe Kadishman: Der Kuss (1999) (Karte)
- Leo Kornbrust: Kubus Offen (2000) (Karte)
- James Reineking: Glacier (2000) (Karte)
- Gerd Winner: Jakobsleiter (2000) (Karte)
- Hiromi Akiyama: Shadow Dimensions (2002) (Karte)
- Franz Bernhard: Kopf (2002) (Karte)
- Alf Lechner: Auf Ab Auf (2005/2006) (Karte)
- Ulrich Rückriem: Opus Magnum (2009) (Karte)[2]
- Gerd Winner: Schwerter werden zu Pflugscharen (2018) (Karte)

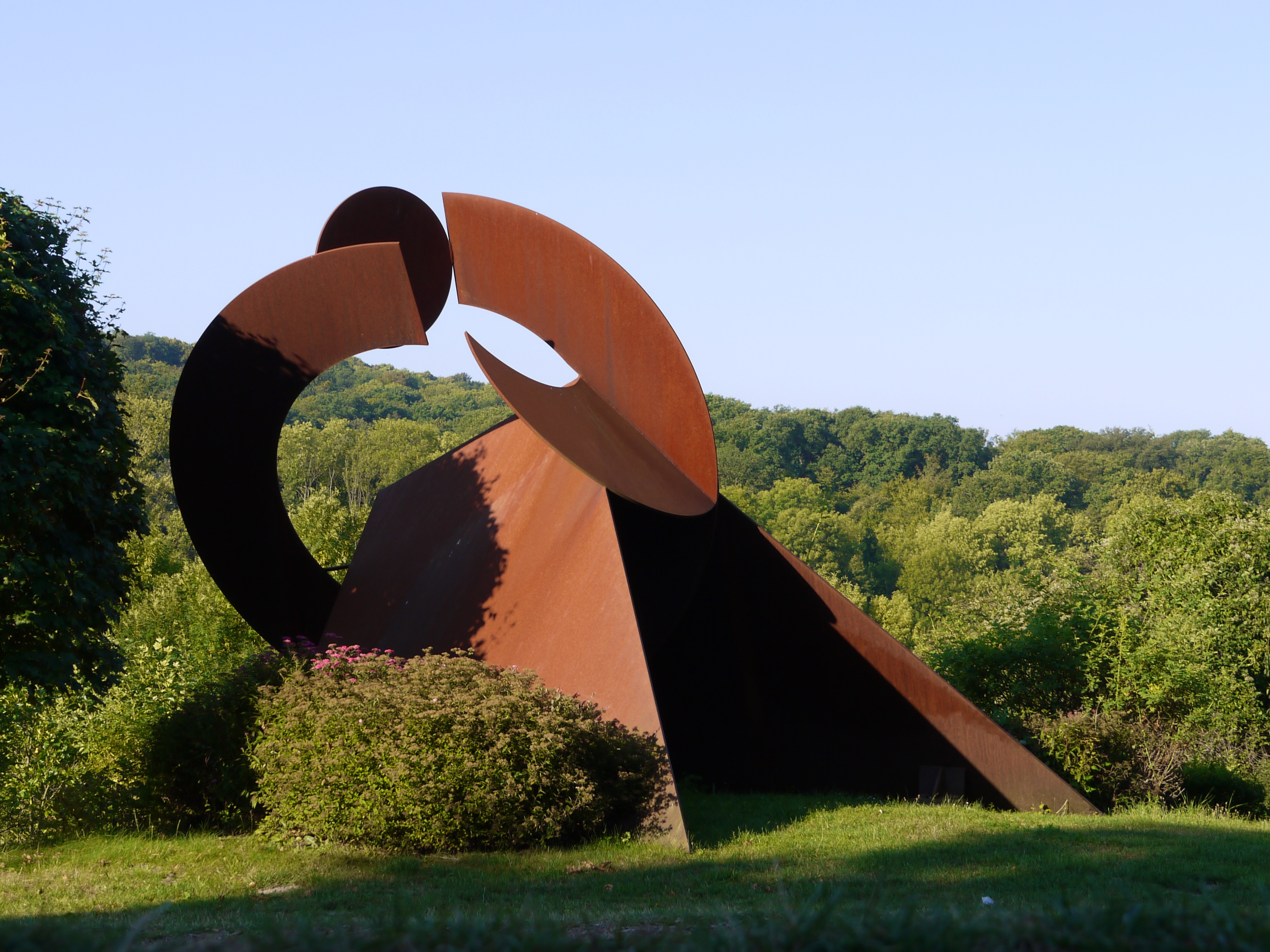
Jean-Robert Ipoustéguy – „Sonne, Mond, Himmel“ (1999)
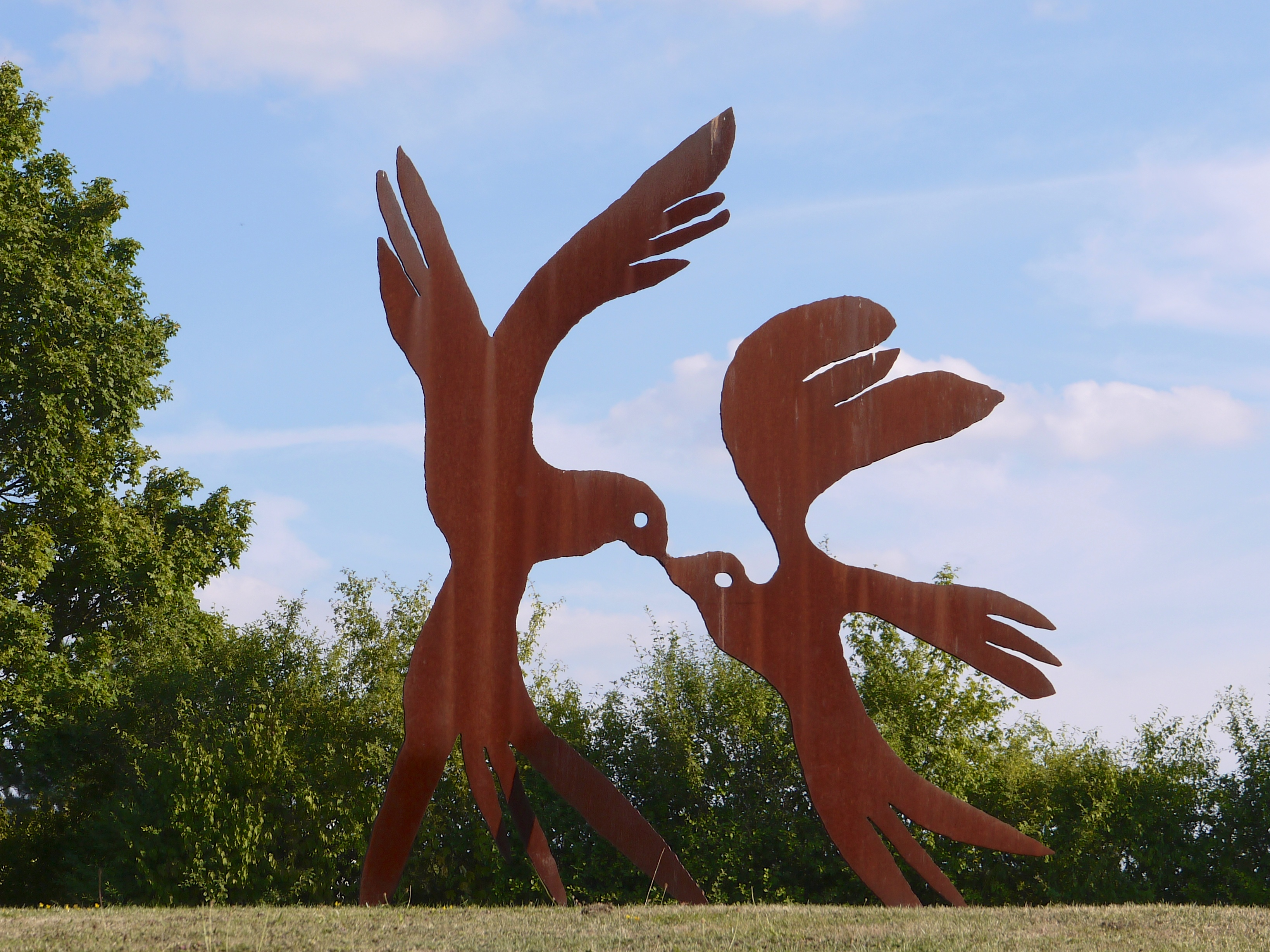
Menashe Kadishman – „Der Kuss“ (1999)
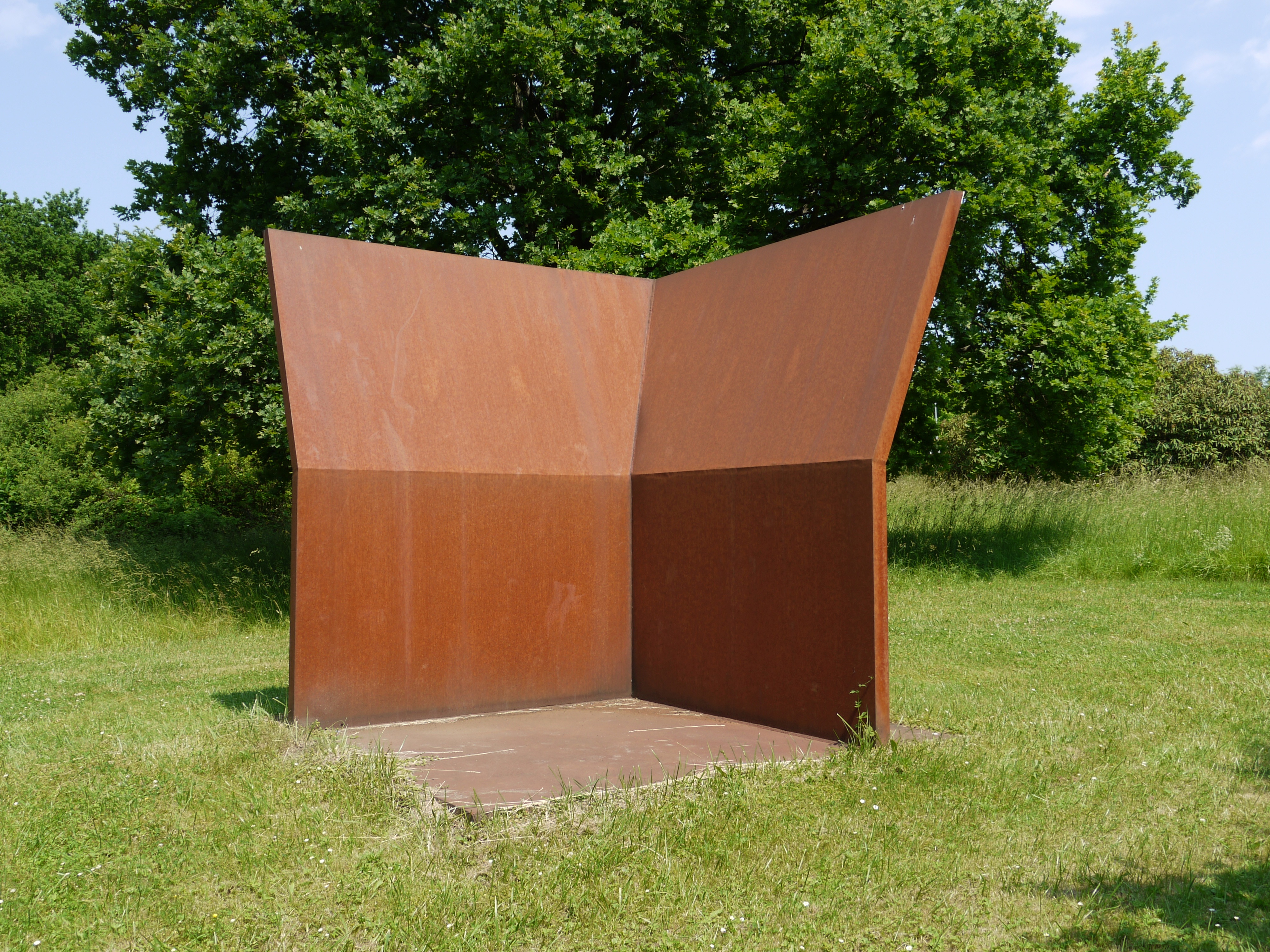
Leo Kornbrust – „Kubus Offen“ (2000)
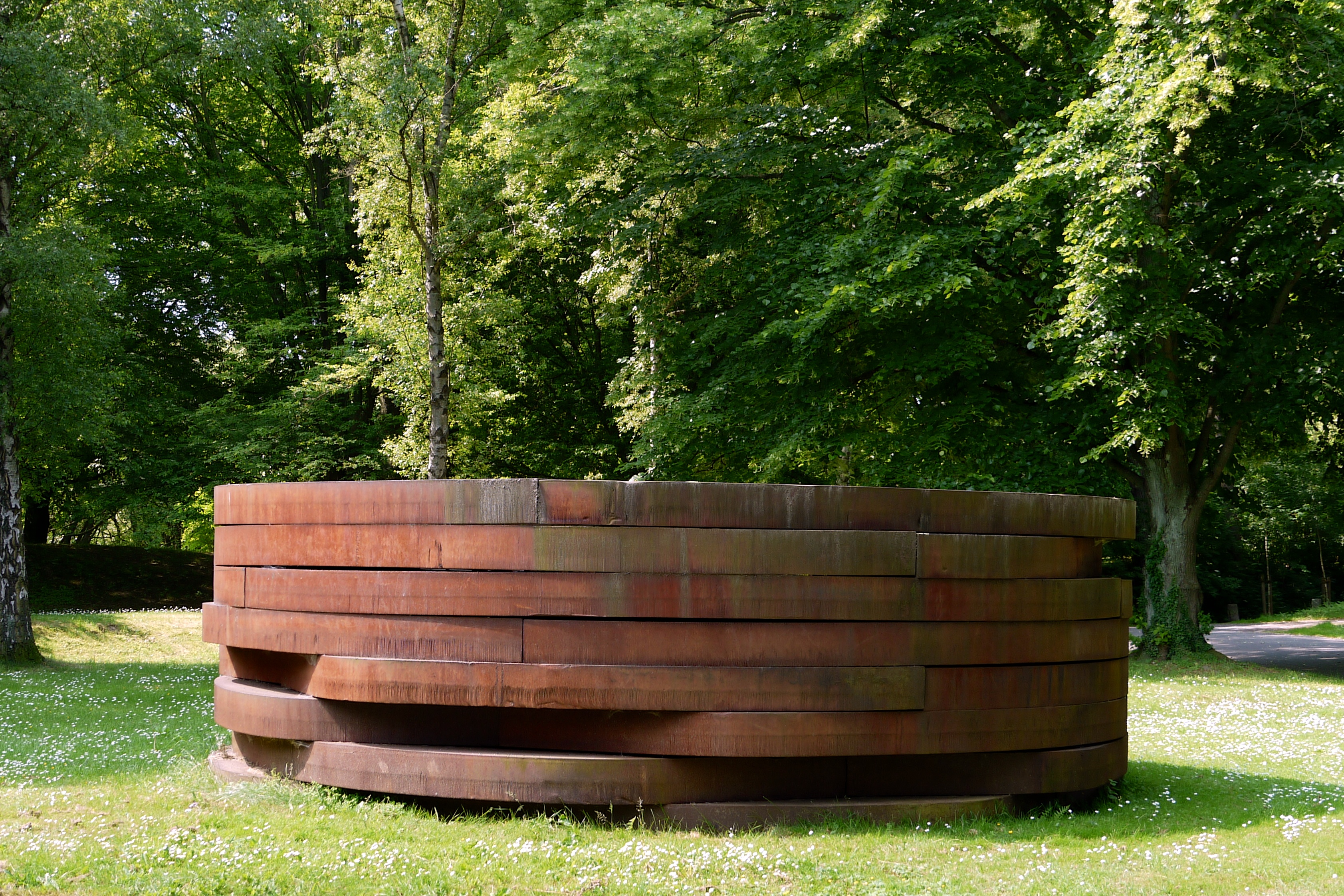
James Reineking – „Glacier“ (2000)
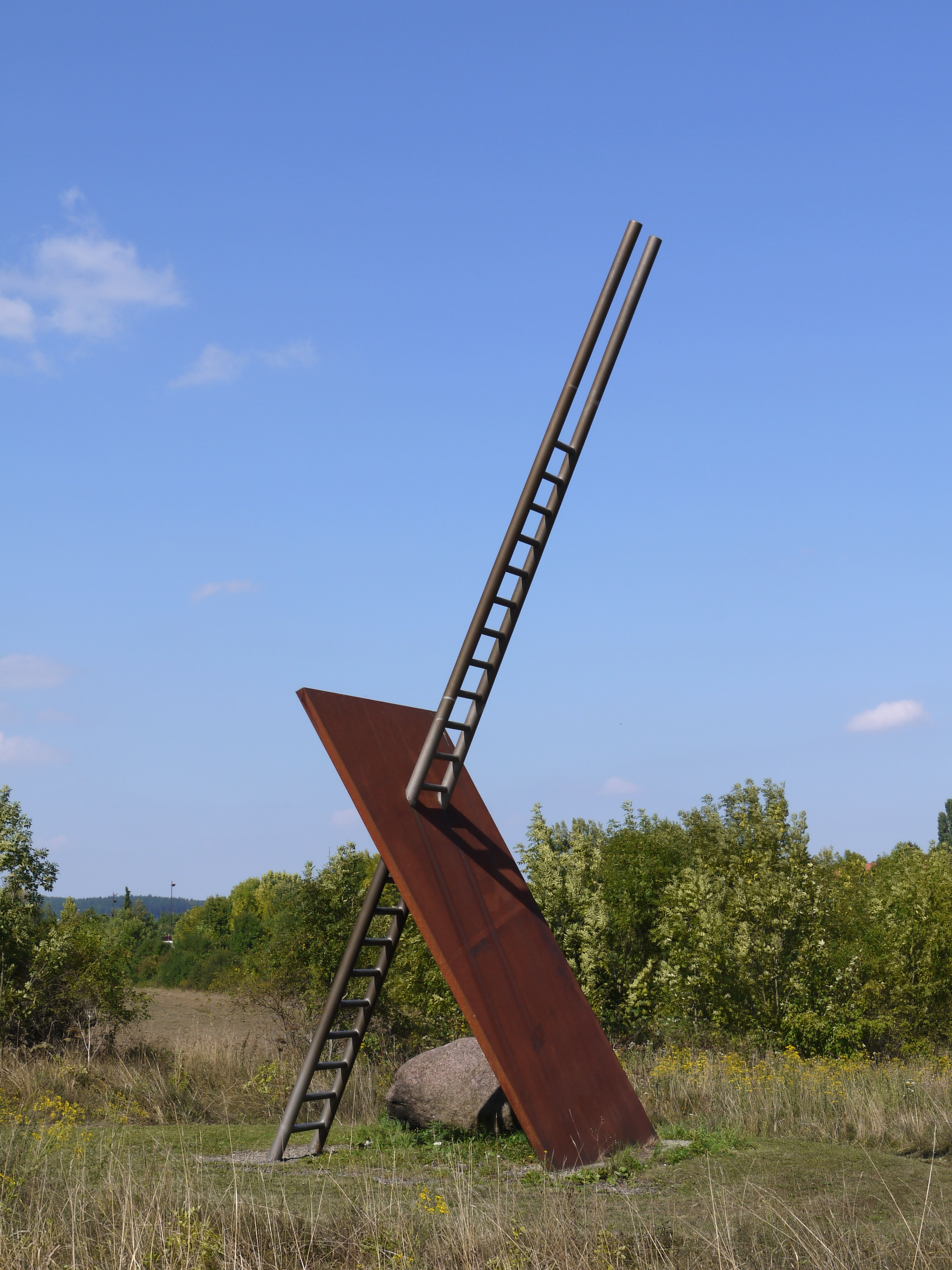
Gerd Winner – „Jakobsleiter“ (2000)
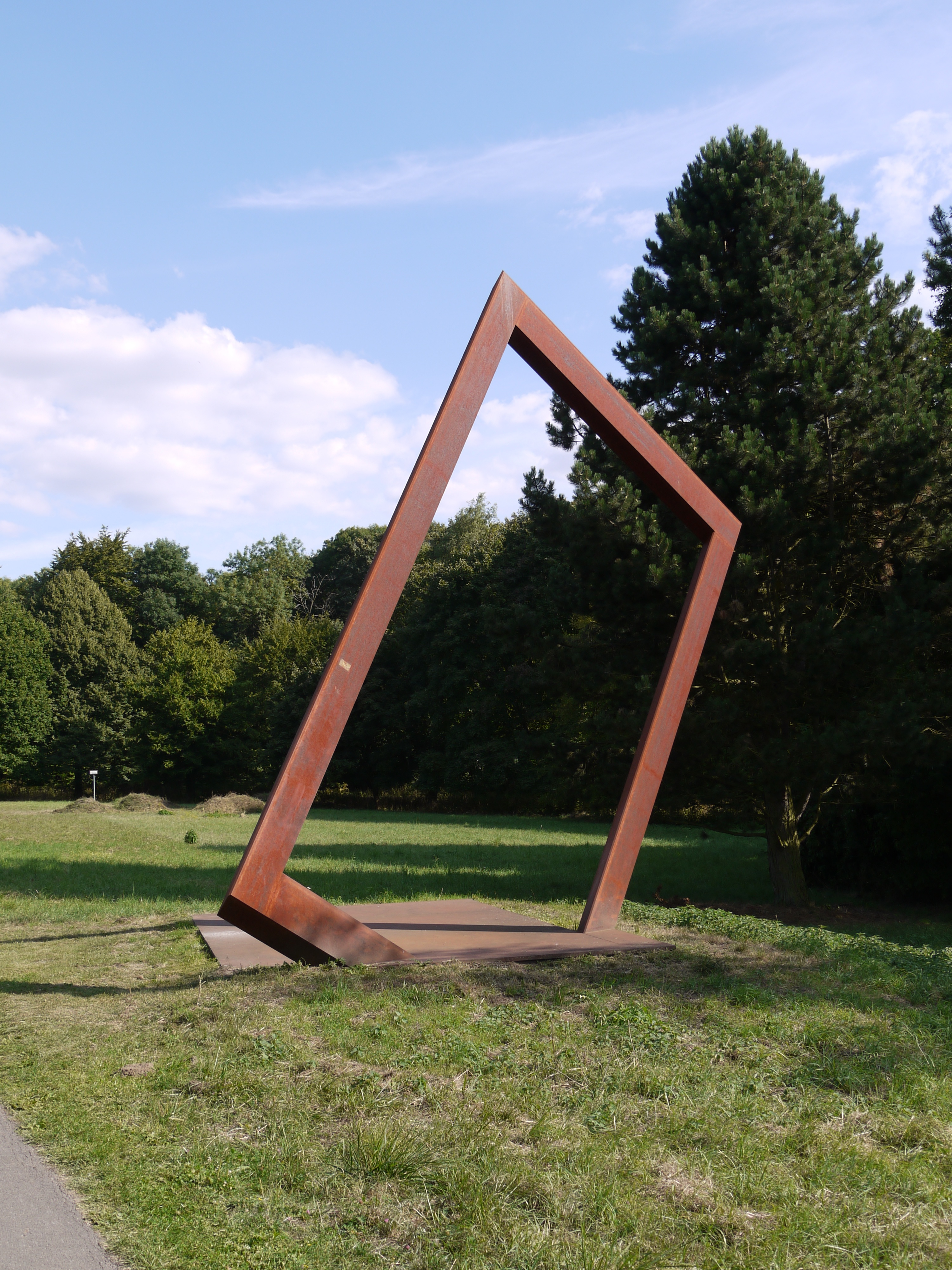
Hiromi Akiyama- „Shadow Dimensions“ (2002)
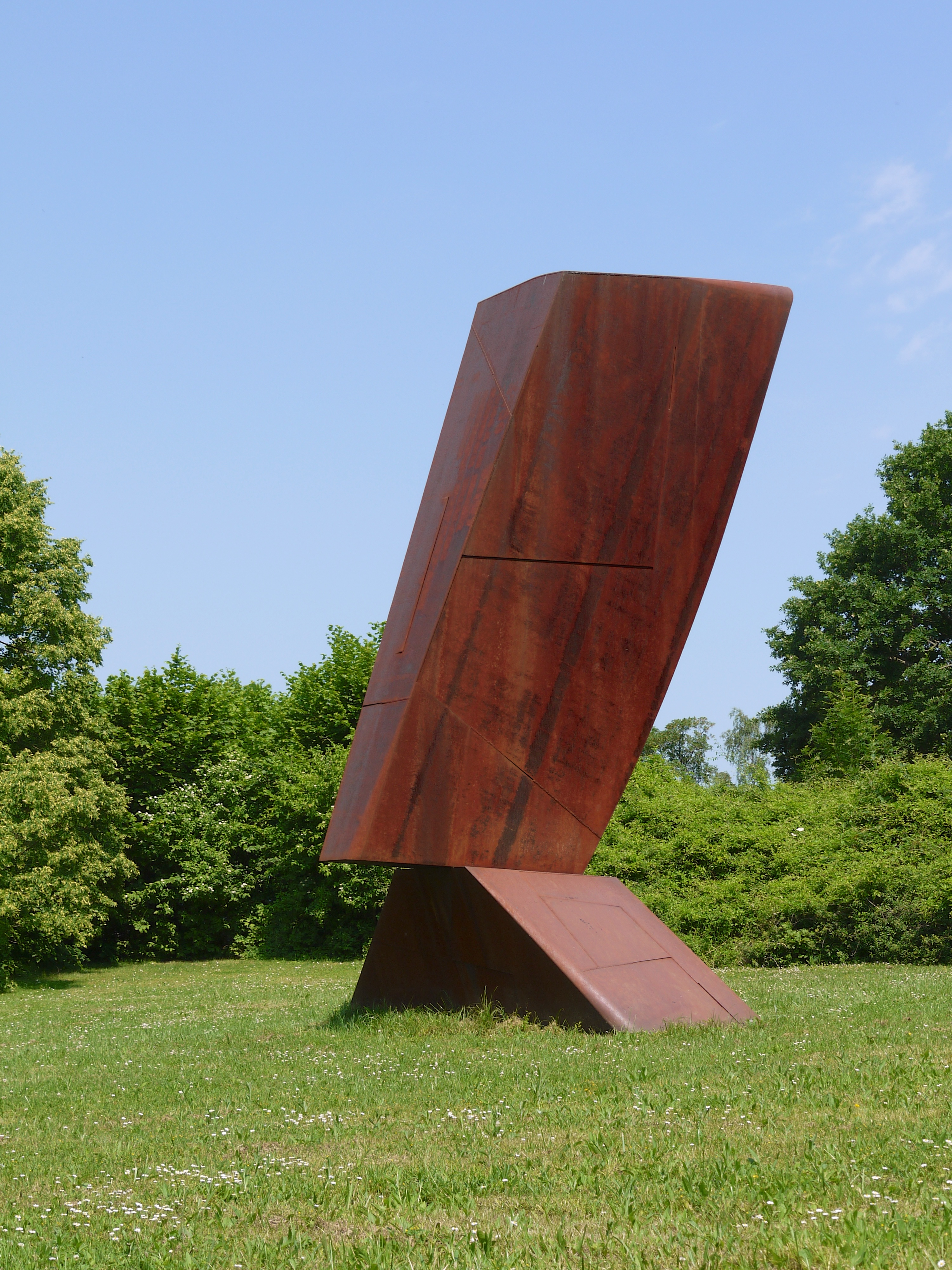
Franz Bernhard – „Kopf“ (2002)
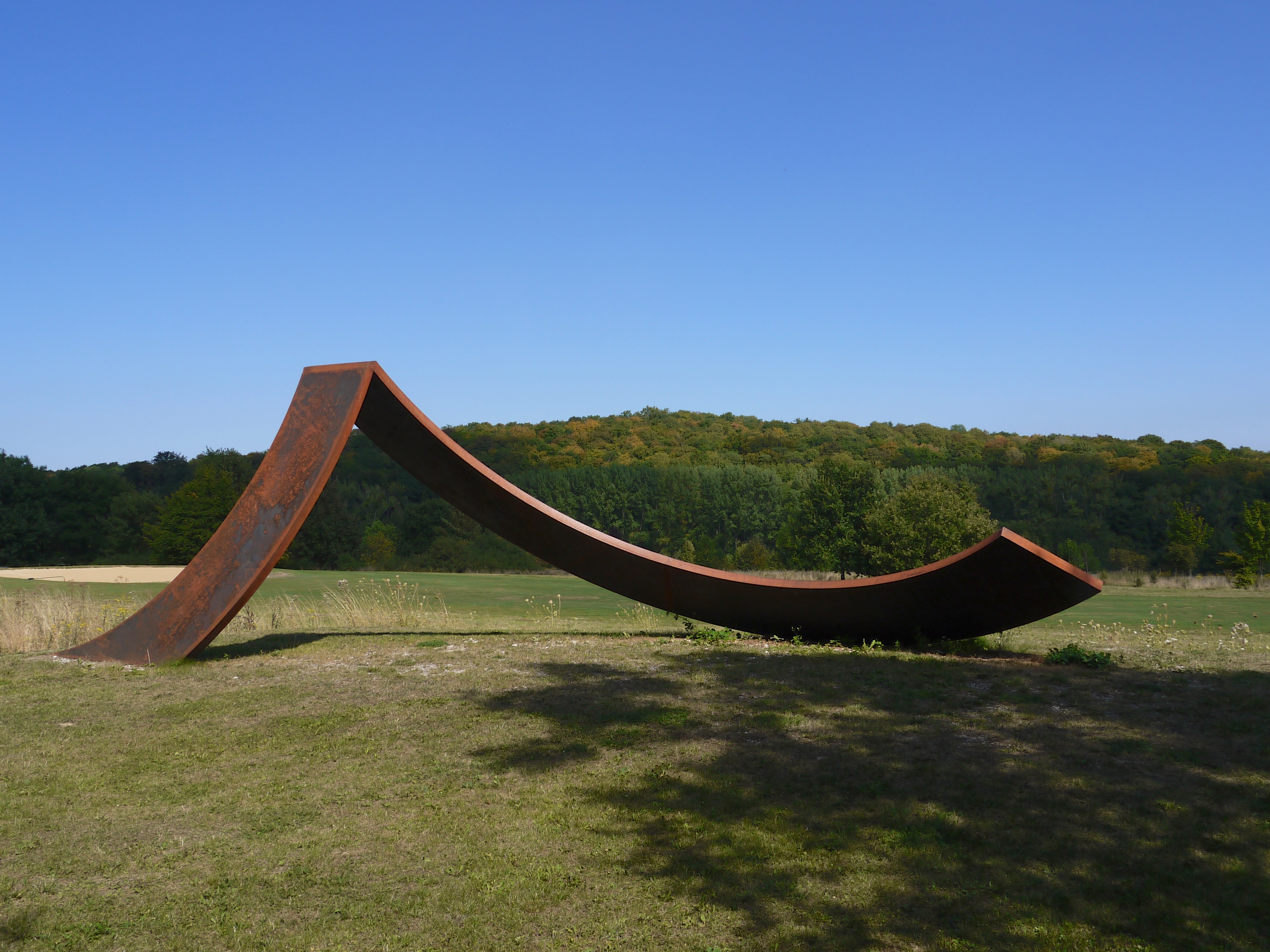
Alf Lechner – „Auf Ab Auf“ (2005/2006)
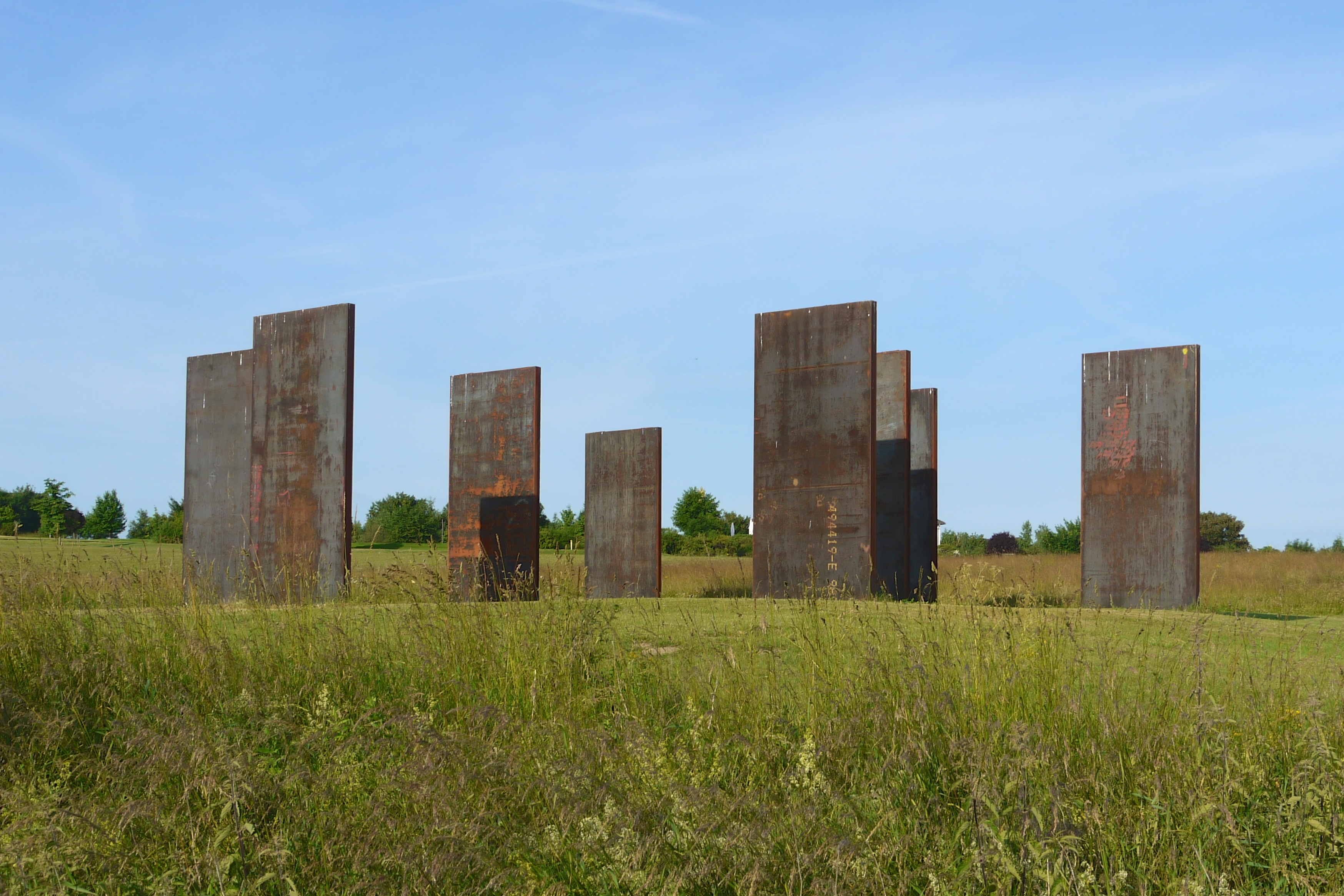
Ulrich Rückriem – „Opus Magnum“ (2009)
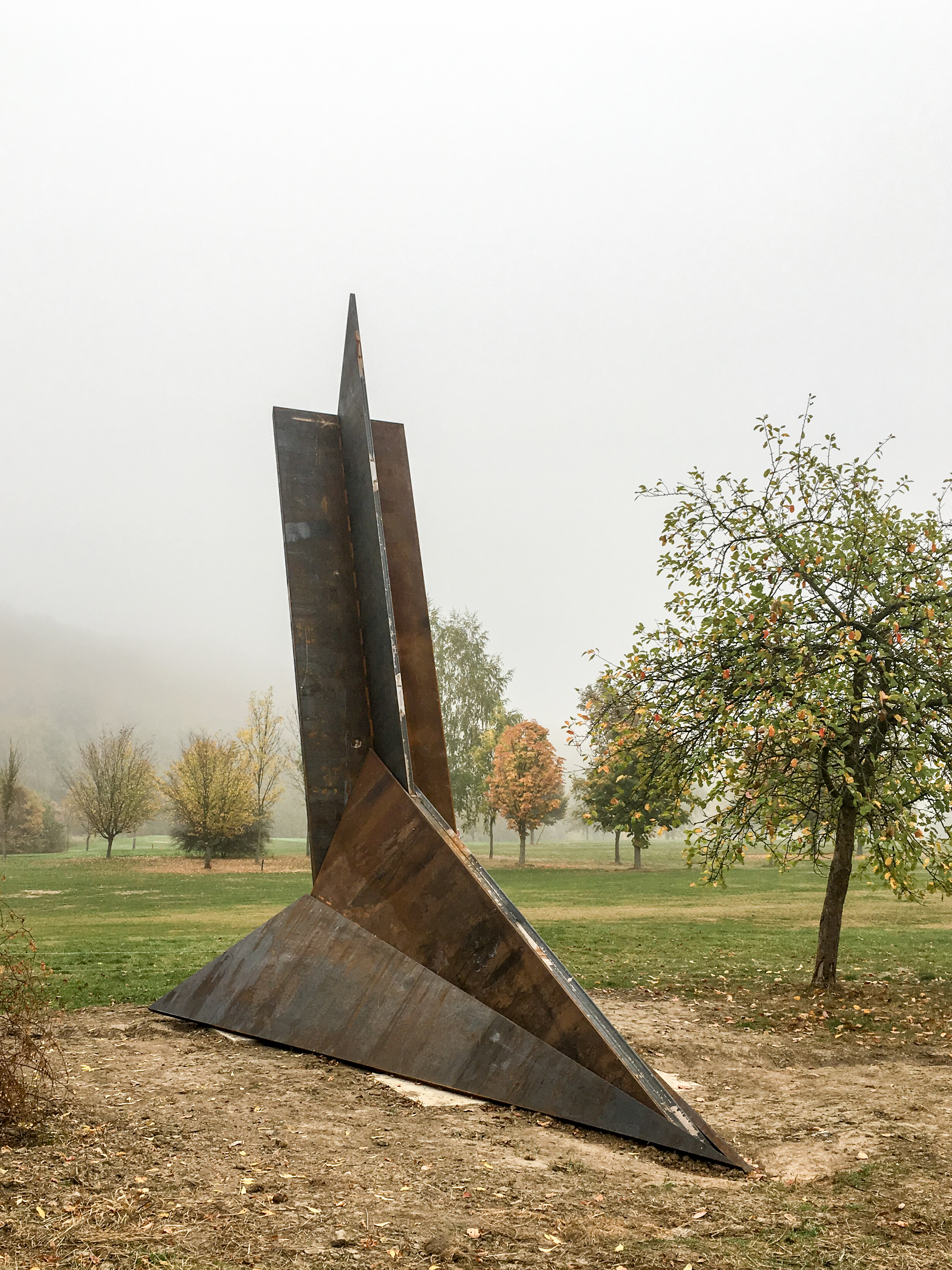
Gerd Winner – „Schwerter werden zu Pflugscharen“ (2018)